# Wołowy Garb
Wołowy Garb (inne nazwy: Wołowe, Kijowiec, 1248 m) – szczyt w Bieszczadach Zachodnich, w grupie Tarnicy.
Jest to niewybitna kulminacja bocznego grzbietu odbiegającego od Halicza na wschód. Płaska kopa Wołowego, błędnie nazywana Małym Haliczem, oddzielona jest od Halicza niewielką przełęczą Sidło.Partie szczytowe pokryte są połoniną. Nie prowadzą tędy szlaki turystyczne, jednak szczyt jest dobrze widoczny z Halicza czy Rozsypańca.
Tradycyjna nazwa jest związana z intensywnym wypasem bydła prowadzonym tu do 1945 przez mieszkańców Tarnawy, Bukowca i Wołosatego. Przez turystów ze względu na kształt góra nazywana trumną.

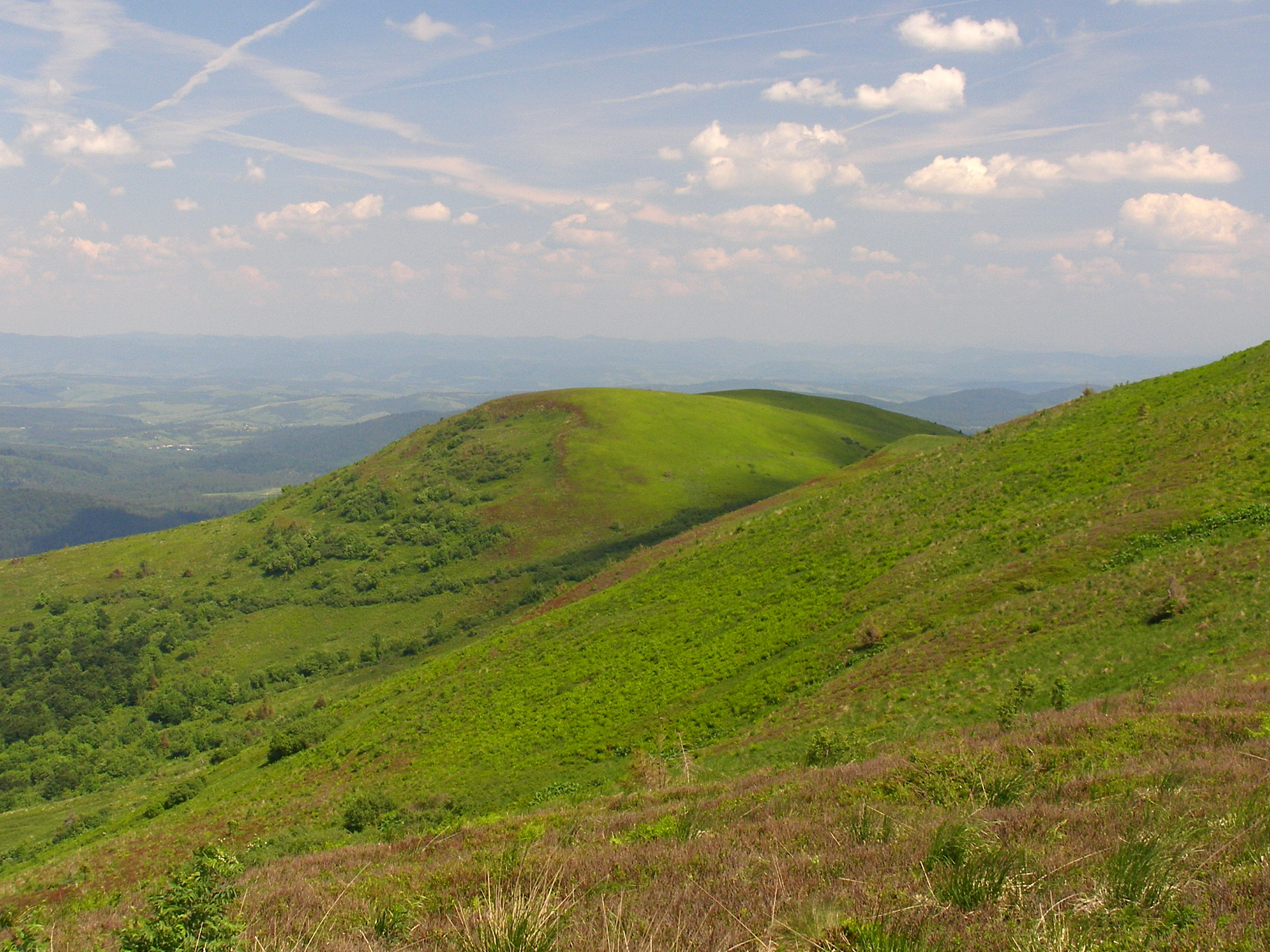
Widok ze szlaku na Halicz
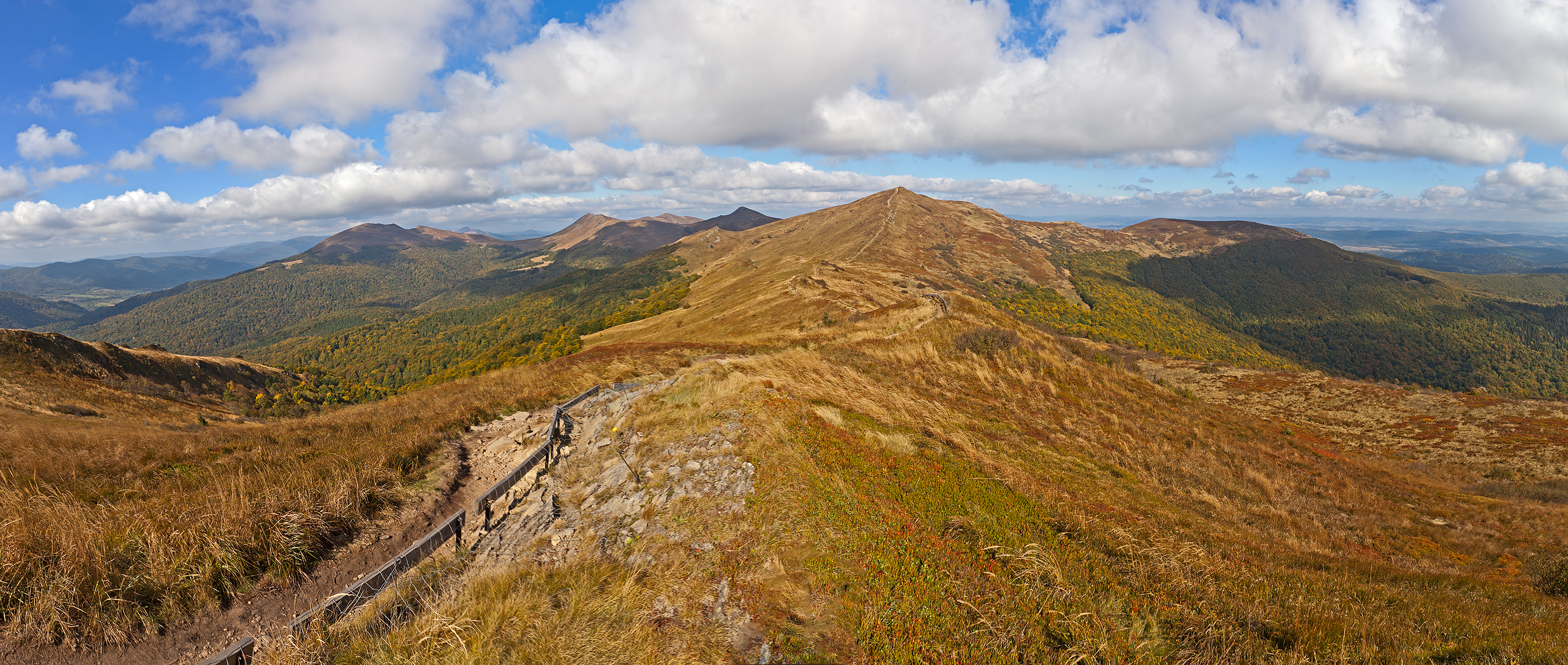
Widok z Rozsypańca
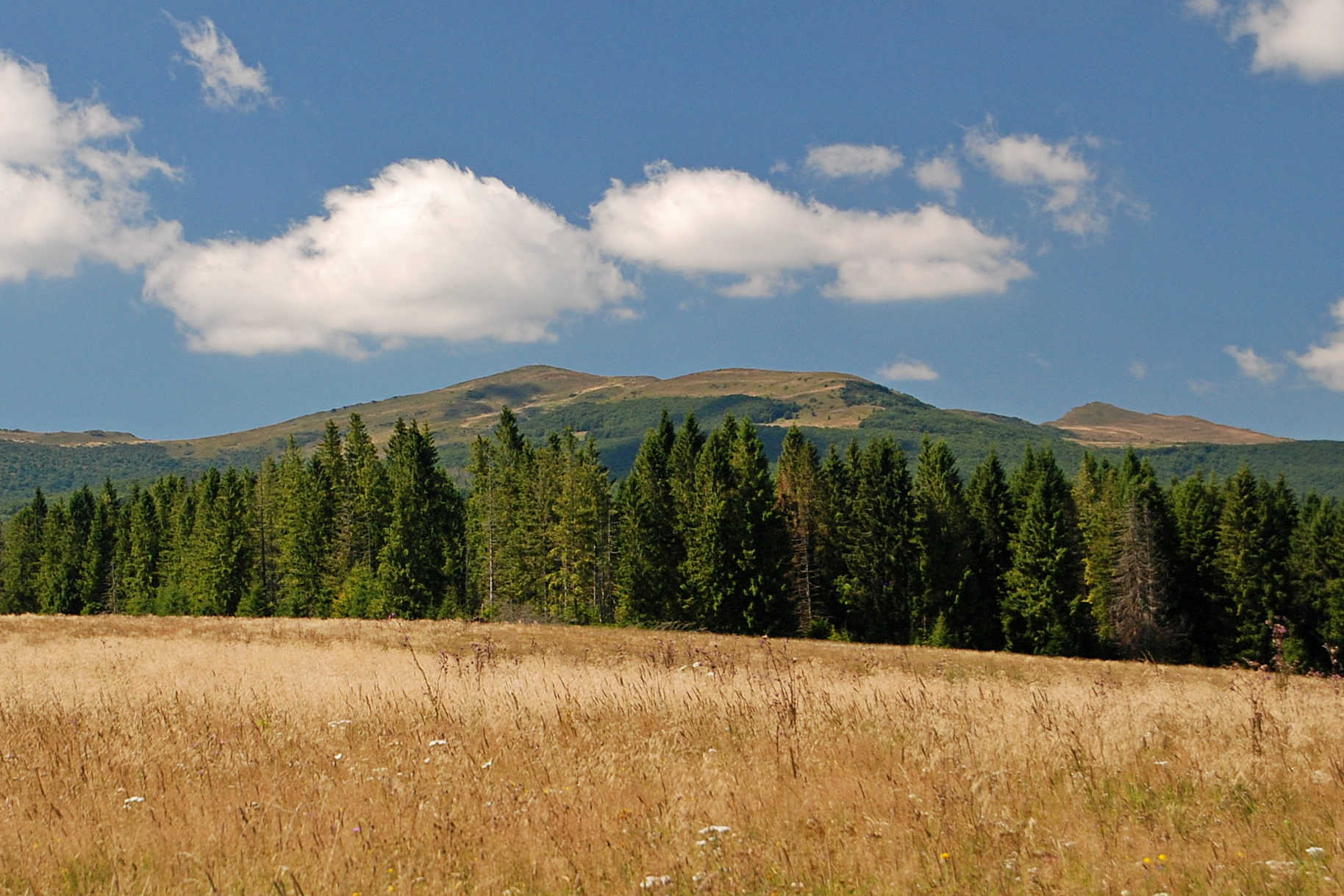
Widok z Beniowej (od lewej): Halicz, Wołowy Garb, Kopa Bukowska